# Národní park Corcovado (Kostarika)
Corcovado je jedním z kostarických národních parků. Nachází se na poloostrově Osa na jihu země. Je jedním z nejvzácnějších chráněných území v Kostarice. Je tvořen především tropickým lesem, nachází se zda však i mangrové porosty a mokřady. Zdejší biodiverzita (jak živočišná, tak rostlinná) patří k nejvyšším na celé Zemi. Národní park je ohrožován ilegální těžbou dřeva i nadměrným turismem.

## Fauna

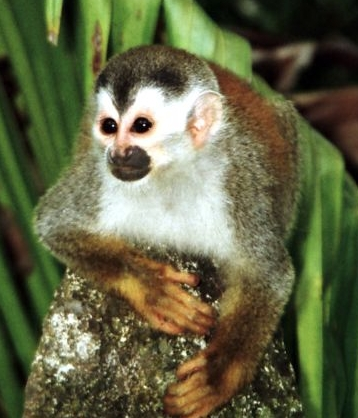
Kotul rudohřbetý

Národní park Corcovado je domovem značné populace ohrožených tapírů středoamerických a malé populace harpyje pralesní. V parku žijí také všechny čtyři druhy opic žijící v Kostarice – chápan středoamerický, vřešťan pláštíkový, kotul rudohřbetý a malpa kapucínská. Žije zde také spousta jedovatých hadů (např. lachesis) a jedovatých pralesniček.